# Intimate and Live Tour
Intimate and Live Tour es la quinta gira de conciertos emprendida por la cantante pop australiana Kylie Minogue, en apoyo de su álbum, Impossible Princess.
Ya dentro de sonidos más adultos y después de su álbum más incomprendido (Kylie Minogue), el "Intimate and Live Tour" revitaliza el amor de Kylie por presentar sus propias canciones en vivo. Australia adoptó el álbum Impossible Princess en su corazón y lo convirtió en un gran éxito, de hecho fue el único territorio donde ocurrió eso; y al mismo tiempo de usar un espectáculo en vivo, una vez más, da las gracias a su público en su país natal, también aprovechó la oportunidad para montar un espectáculo nocturno.
Un presupuesto limitado, con apenas dos centavos para frotar juntos, como la misma Kylie llegó a decirlo, da como resultado un producto cuidadosamente concebido, y cuando en ocasiones Kylie no podía ver claramente sus sueños plasmados en el show, el lema de la gira fue puesto en práctica: "Si tienes dudas, ¡aplica más brillo!". Acompañada únicamente por dos bailarines (David Scotchford y Ashley Wallen) y una banda; a pesar de la falta de recursos, con esto añadió una gran chispa, y lo más importante la presencia de Kylie, con una gran confianza que logró cautivar a todas las audiencias.
Con dieciocho shows totalmente vendidos, constantemente iba aumentando el número gracias a la demanda, Kylie captó las miradas, recibió los mejores comentarios de su carrera, muchos de ellos en respecto a su calidad vocal y su presencia en el escenario, que era mejor que en antaño.
Los planes iniciales eran no llevar el espectacula más allá de Australia, pero la presión de los fanes del Reino Unido, que habían oído maravillas de la gira en t.v. e internet; Kylie se vio forzada a llevar el espectáculo a Londres es tres pequeñas presentaciones en el Shepherds Bush Empire. El público inglés la recibió con la misma euforia como si estuviera en casa, el público se mantuvo de pie en todo momento, los informes de prensa predijeron su regreso a la cima de las listas de popularidad. La experiencia, y los comentarios posteriores, reiteraron que Kylie encarnaría a la nueva Showgirl.

## Acerca del Tour
Sobre este tour no se dispone mucha información en la web, por lo que esta gira no fue de gran impacto en la escena musical.
Debido al poco tiempo de duración y el bajo presupuesto como consecuencia de las bajas ventas de su disco Impossible Princess, Minogue redujo la gira a tan solo 21 fechas que se administran en dos mangas: Europa y Oceanía

## Acerca del Show
Consistió en una escenografía simple con una amplia escalera frontal que se ocultaba y aparecía en ciertos fragmentos del concierto; se diferenció de muchos por ser de color blanco. Durante el desarrollo del concierto se destacan luces tenues y ciertos éxitos de la cantante en versiones más agudas y fuertes.
Generalmente vemos a Minogue en una puesta de escena muy mística, la cual inicia con un ojo en el centro de una pantalla del escenario. Seguidamente con un intro muy delicado, Kylie Minogue aparece detrás de una silueta de gama de colores interpretando Too Far, uno de los temas portavoces del disco.

## Repertorio
- "Too Far"
- "What Do I Have to Do?"
- "Some kind of bliss"
- "Put Yourself in my Place"
- "Breathe"
- "Take Me With You"

(Cambio de vestuario)
- "I Should Be So Lucky"
- "Dancing Queen"
- "Dangerous Game"

(Cambio de vestuario)
- "Cowboy Style"
- "Step Back In Time"
- "Say Hey"
- "Free"
- "Drunk"

(Cambio de vestuario)
- "Did It Again"
- "Limbo"
- "Shocked"

(Cambio de vestuario)
- "Confide in Me"
- "The Loco-Motion"
- "Should I Stay or Should I Go"

(Cambio de vestuario)
- "Better the Devil You Know"

### Estadísticas
- Temas de Impossible Princess (8)
- Temas de Kylie Minogue (3)
- Temas de Let's Get To It (0)
- Temas de Rhythm Of Love (4)
- Temas de Enjoy Yourself (0)
- Temas de Kylie (2)
- Temas no pertenecientes a algún álbum de estudio: (5)
- Canciones tocadas en la gira anterior Let's Get To It Tour: 6

- Canción más reciente no perteneciente al álbum soporte de la gira: "Put Yourself In My Place"
- Canción debut no perteneciente al álbum soporte de la gira: "Confide In Me, Put Yourself In My Place"
- Todos los sencillos interpretados de un álbum, no perteneciente al de soporte de la gira: "Rhythm Of Love".

## Fechas del tour
| Fecha               | Ciudad    | País       | Lugar                         |
| ------------------- | --------- | ---------- | ----------------------------- |
| Australia           |           |            |                               |
| 2 de junio de 1998  | Melbourne | Australia  | Palais Theatre                |
| 3 de junio de 1998  | Melbourne | Australia  | Palais Theatre                |
| 4 de junio de 1998  | Melbourne | Australia  | Palais Theatre                |
| 6 de junio de 1998  | Brisbane  | Australia  | Brisbane Entertainment Centre |
| 8 de junio de 1998  | Sídney    | Australia  | Capitol Theatre               |
| 9 de junio de 1998  | Sídney    | Australia  | Capitol Theatre               |
| 10 de junio de 1998 | Sídney    | Australia  | Capitol Theatre               |
| 11 de junio de 1998 | Sídney    | Australia  | Capitol Theatre               |
| 14 de junio de 1998 | Adelaida  | Australia  | Thebarton Theatre             |
| 15 de junio de 1998 | Adelaida  | Australia  | Thebarton Theatre             |
| 17 de junio de 1998 | Melbourne | Australia  | Palais Theatre                |
| 18 de junio de 1998 | Melbourne | Australia  | Palais Theatre                |
| 20 de junio de 1998 | Sídney    | Australia  | Sídney State Theatre          |
| 21 de junio de 1998 | Sídney    | Australia  | Sídney State Theatre          |
| 22 de junio de 1998 | Sídney    | Australia  | Sídney State Theatre          |
| 29 de junio de 1998 | Canberra  | Australia  | Royal Theatre                 |
| 1 de julio de 1998  | Sídney    | Australia  | Capitol Theatre               |
| 3 de julio de 1998  | Melbourne | Australia  | Palais Theatre                |
| 4 de julio de 1998  | Melbourne | Australia  | Palais Theatre                |
| Europa              |           |            |                               |
| 29 de julio de 1998 | Londres   | Inglaterra | Shepherds Bush Empire         |
| 30 de julio de 1998 | Londres   | Inglaterra | Shepherds Bush Empire         |
| 31 de julio de 1998 | Londres   | Inglaterra | Shepherds Bush Empire         |